# Vincent De Wolf
Vincent G. De Wolf, né le 6 mars 1958 à Etterbeek, est un homme politique belge, membre du Mouvement réformateur (MR).
Bourgmestre de la commune d’Etterbeek depuis le 16 janvier 1992 et député au Parlement régional bruxellois depuis 1999, il est également avocat au Barreau de Bruxelles et professeur à l'Université libre de Bruxelles (ULB).

## Biographie
Vincent De Wolf est né à Bruxelles le 6 mars 1958. Fils de Marcel De Wolf et de Simonne De Keyzer, il a une sœur aînée. Il a grandi dans un milieu modeste – son père était ouvrier – à Etterbeek dans la région bruxelloise.
Son parcours scolaire débute à l’Athénée royal d’Etterbeek, où il effectuera ses enseignements primaire et secondaire. Il rejoint ensuite l’Université libre de Bruxelles, où il décroche une licence en droit en 1981. Suivront une agrégation de l’Enseignement secondaire supérieur et supérieur non-universitaire en 1982, puis une licence en Sciences criminologiques de l’ULB en 1984.
En 1980, Vincent De Wolf devient élève assistant et est nommé deux ans plus tard en qualité d’assistant chargé des exercices pratiques de droit romain (auprès de madame Huguette Jones).
En 1985, il épouse Martine Op de Beeck (née le 4 mai 1958). Cette union donnera naissance à Émilie (née le 10 juin 1985), Sophie (née le 19 décembre 1986) et Amandine (née le 17 août 1993).

## Carrière
Vincent De Wolf prête serment devant la Cour d’appel de Bruxelles le 1er octobre 1981. Il est inscrit au tableau de l’Ordre le 13 novembre 1984. Il devient avocat au Barreau de Bruxelles.
Les affaires traitées au sein de son cabinet (Vincent De Wolf & Associés) exigent une pratique constante du droit des obligations, des contrats et du droit administratif. L’importance des affaires traitées sur les plans juridique et scientifique est démontrée par la publication dans les revues spécialisées de plusieurs décisions obtenues devant les juridictions, telles que la Cour d’Arbitrage, le Conseil d’État, plusieurs Cours d’Appel du pays ou encore le Tribunal de Première Instance de Bruxelles.
Vincent De Wolf continue à exercer son activité d’avocat en marge de ses fonctions politiques, spécialisé en droit public, administratif, de la fonction publique et de l’enseignement.
En 2009, il représente les collectifs de parents « Élèves » et « Décret Loto » et mène différents recours en suspension et en annulation devant la Cour constitutionnelle, contre le décret Mixité de Christian Dupont (PS), alors ministre de l’Enseignement à la Communauté française.
En 2023, il exprime son opposition au changement de nom de la station de métro Pétillon, après qu'une pétition ait demandé cette modification dans le but d'éradiquer les hommages à la colonisation belge au Congo dans l'espace public. Il expliquera vouloir favoriser la "contextualisation" par l'apposition de textes explicatifs.

## Carrière politique
En 1983, Vincent De Wolf devient conseiller au CPAS d’Etterbeek. En janvier 1989, il est élu conseiller communal, toujours à Etterbeek. De 1989 à 1992, il sera Premier échevin de la commune (échevin de l’Enseignement, du Personnel, du Contentieux et Tutelle CPAS). Le 16 janvier 1992, il est élu bourgmestre d’Etterbeek, fonction qu’il exerce depuis cette date.
En juin 1999, il est élu à la fonction de député au Parlement régional bruxellois et sera réélu à cette même fonction en juin 2004 et juin 2009. Il devient alors chef de file des parlementaires libéraux bruxellois et chef adjoint du groupe politique MR. Il est nommé vice-président du Parlement régional bruxellois en juillet 2009.
Réélu en 2014, il est désigné comme député de la Communauté française de Belgique pour Bruxelles.
Vincent De Wolf est également vice-président de l’Interhospitalière régionale des infrastructures de soins (IRIS).
En 2005, il est désigné par Daniel Ducarme, alors président du parti Mouvement réformateur, en vue de négocier les accords de majorité dans diverses communes bruxelloises.
En 2008, il devient secrétaire politique MR-LB, l’instance régionale bruxelloise du Mouvement réformateur. L’année suivante, il devient chef de groupe adjoint du MR au Parlement bruxellois. En 2012, il devient chef de groupe au lendemain de la séparation du FDF d'avec le MR. Il est reconduit secrétaire politique du MR bruxellois en janvier 2013 à l'issue d'une élection interne au sein des militants bruxellois.
En janvier 2013, il se voit également confier par les instances de son parti la direction de la liste aux élections régionales de mai 2014 ainsi que l'élaboration du programme pour cette même élection.

### Activités scientifiques et publications
Fin 1986, il publie « L’arrestation administrative », sous forme d’un relevé le plus exhaustif possible des dispositions applicables en droit belge, avec essai de classification et de systématisation, étude critique au vu des applications de jurisprudence, étude doctrinale et proposition de coordination ou de réforme en guise de conclusion.
Outre de nombreuses publications et notes scientifiques, Vincent De Wolf a également publié « Bruxelles, deux libéraux, une ville, un dialogue » (2008) aux Éditions ASP et « Libres propos : le logement à Bruxelles » au Centre Jean Gol (2009).

## Distinctions
- Chevalier de l'ordre de Léopold (2009)[2]

### Sources
- Interview Le Pan (27 avril 2009)
- Site de Vincent De Wolf